# Zvonimir Kamenar
Zvonimir Kamenar (Sušak, 4. svibnja 1939.), hrvatski je kipar. Diplomirao je na Akademiji likovnih umjetnosti u Zagrebu. Sudjelovao je na mnogim međunarodnim kiparskim simpozijima: Dubrova – Labin, Reana del Rojale, Italija, Sinjski vrh, Slovenija, Lokve. Dobitnik je otkupne nagrade na natječaju 'Spomenik građanima poginulih u svim ratovima', Opatija, 1996., Nagrade Grada Rijeke, te niza drugih nagrada. Ima status samostalnog umjetnika.
Najznačajniji je riječki akademski kipar 20. stoljeća bez monografije. Prvi je predsjednik riječke udruge za promicanje baštine Primorski Hrvat, osnovane 2018. godine.

## Životopis
Zvonimir Kamenar - Funči rodio se je 4. svibnja 1939. godine u Sušaku, Rijeka. U Školi za primijenjenu umjetnost u Zagrebu maturirao je 1960. godine na Odjelu za industrijsko oblikovanje u svojstvu kipara - dizajnera. Godine 1964. godine diplomirao je na Akademiji likovnih umjetnosti, na Odjelu kiparstva, u klasi profesora Vanje Radauša.
Redoviti je član HDLU-a iz Rijeke, a od 1967. godine djeluje kao samostalni umjetnik.
Izradio je velik broj skulptura od kojih se neke nalaze u Španjolskoj, Italiji, Austriji i Sloveniji. Izradio je čitav niz skulpturalnih portreta osobnosti iz starije i novije povijesti Hrvatske. Dobitnik je tuzemnih i inozemnih priznanja (Godišnja nagrada Grada Rijeke, za umjetnički rad i ostvarenja u 1999. i 2000. godini). U postavu je Gliptoteke HAZU u Zagrebu. Bilježi niz studijskih putovanja Nizozemska, Engleska, Italija, Njemačka, Poljska, Francuska- Pariz (gdje boravi u Cité internationale des arts Paris).
Sudjelovao je na brojnim urbanističko-arhitektonskim projektima i natječajima u riječkoj grupi Sila - Kamenar – Bralić, te nekoliko godina radio kao scenograf i kostimograf - Lutkarskog kazališta iz Rijeke. Izlagao je na više od stotinu skupnih izložbi u zemlji i inozemstvu te mnogim kiparskim simpozijima i kolonijama.
Skulptura Janka Polića Kamova, rad akademika Zvonimira Kamenara koja krasi Titov most kod Hotela Kontinental je, kao novi projekt suradnje između Rijeke i Barcelone, postavljena u vrtu bolnice Hospital de la Santa Creu i Sant Pau u Barceloni.

## Važnije samostalne izložbe
Izložba skulptura Mali salon, Rijeka 1972.; Studio galerije Karas, Zagreb 1977.god ; Rastavišče Arkade: Kamenar – Ivo Kalina, Ljubljana ; Izložba Zlatno doba - Mali salon, Rijeka 1983. ; Galerija Buref: Studio 2. Pariz 1984. ; Galerija Juraj Klović, Rijeka: 5+1 Kamenar - Dugonjić – Mundžić - Knez, Opi Uoni 1986. ; Galerija slobodnog prostora, Moderna Galerija Rijeka 1995. ; Galerija grada Koprivnice: Hommage Donatelu 2000. ; Galerija suvremene umjetnosti ; Grad Grobnik ; Galerija Trsatska gradina 2004. ; Galerija Kortil, Rijeka 2005. ; Retrospektiva: Muzej hrvatskog turizma, Paviljon Juraj Šporer, Opatija, 2010. ; Gradska galerija Crikvenica 2010. ; Galerija Sv. Juraj, Malinska 2010. ; Labin, Galerija Alvona, 2010. ; Galerija Urlich, Zagreb 2011.

## Važnije skupne izložbe
Salon Mladih, 1967., Zagreb ; Bienale skulpture Varšava, Poljska 1968.; Bienale mladih Rijeka, 1969. ; Likovni susreti Subotica, 1970. ; Suvremena jug. umjetnost, Kairo 1969. ; Bienale Mladih Rijeka, 1971. ; Skenderija, Sarajevo 1979. ; Trienale hrvatske skulpture, Zagreb, 1985., 1988., 1991., 1996. ; I.i III. Trienale hrvatskog akvarela, Karlovac, Slavonski Brod, Zagreb ; 23./24./25. Zagrebački salon, 1988., 1989., 1990. ; 15. Međunarodna izložba crteža, 1999. - Moderna galerija suvremene umjetnosti Rijeka ; Međunarodna izložba crteža na papiru, Alpe Jadran, Kranj, 2003. ; Staklo u suvremenoj hrvatskoj skulpturi, Gliptoteka HAZU, 2004. ; Cosa Nostra, galerija Kortil, Rijeka, 2007./2008./2009./2010. ; Trienale hrvatskog medaljerstva i male plastike – memorijal Kerdića. 2004./2007./2010., Osijek ; Skulptura u kamenu, Gliptoteka HAZU, 2011.

## Nagrade
- 1996.: Dobitnik je otkupne nagrade na natječaju 'Spomenik građanima poginulih u svim ratovima', Opatija.
- 2001.: Godišnja nagrada Grada Rijeke, za umjetnički rad i ostvarenja u 1999. i 2000. godini.[4]

## Galerija radova
- Reljef Franje Glavinića. U čast 700. godišnjice dolaska Franjevaca na Trsat izrađuje portret u reljefu /bronci /Gvardijana trsatskog samostana Franje Glavinića i slikara Serafina Schöna,
- Reljef Serafina Schöna
- Godine 1997. izrađuje spomen skulpturu palim djelatnicima brodogradilišta 3. maj u Domovinskom ratu 1991./95.
- Godine 1998. izrađuje u sadri skulpturu književnika Janka Polić Kamova. Skulptura je po prvi put javno predstavljena ispred Kavane Kontinental gdje ju opaža dipl. ing. arh. Silađin koji ju godinu danas kasnije, ugrađuje u svoj projekt restauracije Strižićevog mosta. Grad Rijeka 2000. postavlja skulpturu J.Polić Kamova na Strižićevom mostu u Rijeci.

## Vanjske poveznice
|  | Zajednički poslužitelj ima još gradiva o temi Zvonimir Kamenar |

- [neaktivna poveznica] Životopis Zvonimir Kamenar